# Покровський чоловічий монастир (Харків)
Покровський чоловічий монастир — православний чоловічий монастир у Харкові, що перебуває у віданні Харківської єпархії УПЦ МП.

## XVIII століття
Монастир заснований у Харкові у 1726 році білгородським єпископом Єпіфанієм (Тихорським) у зв'язку з перенесенням до Харкова архієрейської школи (Харківського колегіуму). Свою назву отримав після приєднання до монастиря синодальним указом від 1729 р. колишньому парафіяльному храму Покрова Пресвятої Богородиці, яка є на теперішній час найстарішою будівлею міста.
У 1751 році у монастирі налічувалося 11 ієромонахів, 4 ієродиякона та 10 ченців, частина яких викладала в Колегіумі, а ректор Колегіуму був настоятелем монастиря. Настоятель монастиря також був ректором Харківського колегіуму, який працював за програмою Київської духовної академії. У 1769 р. при колегіумі були відкриті «додаткові класи» з багатьма цивільними предметами навчання, які 1789 р. були об'єднані з Народним училищем. Після відкриття у Харкові університету, колегіум зосередився на підготовці духівництва для парафій Слобідсько-Української (з 1835 р. — Харківської) губернії, ставши духовною семінарією (в 1817 році вона була включена до реєстру духовних семінарій Російської імперії). З 1840 р. цей заклад офіційно іменується семінарією, і був перенесений з монастиря в новий будинок на Холодній горі (нині — корпус Харківського університету повітряних сил).
У 1786—1788 рр. при проведенні оголошеної Маніфестом від 26 лютого 1764 секуляризації церковних володінь в скарбницю були відібрані маєтки Покровського монастиря, в тому числі 3 076 десятин землі, 650 душ селян, млини, винокурні, сади в губернії і в самому Харкові тощо.
Головною святинею монастиря стала Озерянська ікона Божої Матері, знайдена чудесним чином і перенесена до обителі 1787 року. Відомо, що один з жителів с. Озерянки, який косив траву, знайшов ікону, розсічену надвоє, і йому при цьому почувся стогін. Селянин підняв куски святої ікони і переніс в будинок, а вранці прокинувшись, не виявив їх. Зі сльозами на очах він повернувся на те місце, де косою розсік ікону і побачив її сяючу дивним сяйвом. Вражений, він передав ікону місцевому священику отцю Феодору в Богородичний храм м. Мерефи.
Пізніше ікона перебувала в Озерянській пустині. Після її закриття, вона була перенесена до Курязького монастиря, а після його закриття — до Покровського, де залишалася до 1797 року, коли після відновлення Курязькій Обителі була туди знову повернута.

## XIX— початок ХХ століть
Після утворення окремої Харківська єпархія Української православної церкви (Московського патріархо-Української єпархії (указом імператора Павла I від 16 жовтня 1799) на території монастиря була відкрита Духовна Консисторія, а верхня церква Покровського храму до 1846 року служила кафедральним собором єпархії. Нижня (тепла) церква в ім'я Трьох Святителів, в XVII—XVIII століттях служила також усипальницею знатних харків'ян, а в XIX — архієреїв, якийсь час залишалася за Колегіумом, допоки той не перетворився на духовну семінарію, і отримав окрему будівлю. При єпископі Павлі (Саббатовском) у 1818 році було побудовано новий кам'яний будинок Колегіуму з домовою церквою, а у 1820—1826 — новий Архієрейський будинок, який був прибудований до собору разом з невеликою домовою Хрестовою церквою на другому поверсі, а також трапезною, яка об'єднала храм із дзвіницею.
Бібліотека монастиря та Колегіуму спочатку розташовувалася на другому поверсі надвратної монастирської будівлі. Тут зберігалося безліч рідкісних книг, у тому числі Острозька Біблія 1581 року, Маргарит Івана Золотоустого 1596 р., Октоїх Московського друку 1618, 1683 рр. та ін, Євангеліє Московської друку 1636 р., требник Петра Могили 1646 р., Апостол Львівської друку 1666 р та ін. У монастирській ризниці також знаходилося багато пам'яток церковної старовини XVII—XVIII століть.
У 1846 році архієрейська кафедра була перенесена до Успенського собору, в монастирі залишилось всього 8 ченців. Відомо, що у 2-й пол. XIX ст. кількість ченців у Харкові коливалась від 40 до 60 осіб, але невідома яка частка припадала на Покровський монастир. У кінці 1850-х років усипальниця під нижнім храмом монастиря, яка представляла доти просто підвал, була розширена і перетворена в Трьохсвятительську церкву. Наприклад, гробниця архієпископа Мелетія (Леонтовича) († 1840, канонізований у 1978 році), влаштована, на відміну від інших, не в стіні, а відкрито. Крім того, домовина була прикрашена на пожертви паломників. Пожежа, що сталася в церкві в 1875 році знищила сіни над гробницею, не зачепила внутрішню домовину з останками.
З 1844 року головною святинею монастиря стала Озерянська ікона Божої Матері, яка переносилась щороку на зимові місяці з Курязького монастиря до Покровського, виставлялася у верхній Покровської церкви, де було влаштовано опалення гарячим повітрям. Але храм не міг умістити усіх паломників, і у 1896 році була освячена Озерянська церква, побудована за проектом єпархіального архітектора В. Х. Немкіна в стилі базиліки, декорована візантійсько-російськими мотивами і дванадцятьма московськими главами-цибулинами, що контрастує з українськими куполами Покровського собору. Масивна будівля нового храму закрило витончений силует Покровського собору з боку Університетської гірки, але повернуло монастирського комплексу необхідну монументальність, втрачену з початком багатоповерхової забудови міста. Бічні приділи церкви були освячені на честь апостола і євангеліста Івана Богослова і великомученика Димитрія Солунського. Був також влаштований нижній храм з усипальницею, куди з закритої Трьохсвятительської церкви перенесли прах архієпископа Мелетія.
Крім Озерянської церкви, В. Немкін на території монастиря спроектував та побудував будівлю Консисторії замість знесеного колишнього корпусу Харківського Колегіуму, корпус келій з трапезною на місці старої Консисторії, будинок настоятеля з головними воротами та ін. За проектом наступника Немкіна, архітектора В. Н. Покровського було перебудовано торгову будівлю. яка належала монастирю.

## ХХ сторіччя
У 1901 році до Харкова був призначений преосвященний Флавіан (Городецький). Понад рік він керував Харківською єпархією, але за цей короткий час встиг залишити по собі добру пам'ять. Він вперше здійснив службу в новорічну ніч 1903 року в Покровському храмі. Цей звичай зберігся і в подальшому не тільки в Харкові, але і в повітових містах.
Архієпископом Харківським і Охтирським Арсенієм (Брянцевим) (з 1903 по 1914) було засновано релігійно-моральне братство Озерянської ікони Божої Матері. Встановлено щорічне святкування 6/19 лютого Єлецької-Харківської чудотворної ікони Божої Матері, яка знаходилася в Успенському соборі. У 1912 році з ініціативи владики було відкрито Харківське єпархіальне церковно-археологічне товариство і музей церковних старожитностей (вул. Каплуновська, нині Червонопрапорна, 4).
У 1914 році архієпископом Харківським і Охтирським став Антоній (Храповицький) — діяч на ниві зросійщення.
Все частіше і частіше в середовищі інтелігенції стали чутні невдоволення на адресу православного християнства. Дух часу, дух богоборства проникає в уми і серця людей. Після лютневої революції 1917 року до Харкова прибув призначений Центральною Радою комісарів В. І. Рапп. Його помічником був призначений священик Володимир Шаповалов, який став пізніше місцевим обновленцем.
Члени Центральної Ради були налаштовані патріотично, тому хотіли видалити з Харкова архієпископа Антонія. 1 травня 1917 архієпископ Антоній був звільнений на спокій. 15 травня, супроводжуваний братією Покровського монастиря, він поїхав до Валаамського Спасо-Преображенський монастир. Але вже 11 серпня 1917 року в Харкові проходили вибори архієрея, і Антоній серед усіх кандидатів набрав найбільшу кількість голосів. 19 серпня Св. Синод знову призначив Антонія архієпископом Харківським і Охтирським. У 1917 році владика Антоній був зведений в сан митрополита. Під його керівництвом 2-11 травня 1918 року в Харкові, в умовах австро-німецької окупації, було проведено перша надзвичайна єпархіальні збори, яке відкинуло автокефалію і висловило бажання бути в єднанні з Патріархом Московським. Збори виходило з того, що Київську кафедру очолить Антоній.
Митрополит Антоній був духовним вихователем святителя Іоанна Шанхайського — майбутнього наслідувача подвигів святителя Мелетія Харківського. Він так само як і Мелетій, ніколи не спав лежачи. Майбутній святитель Іоанн Максимович часто любив молитися біля могили святителя Мелетія в Свято-Покровському монастирі.
Владика Антоній приділяв величезну увагу духовному відродженню Покровської обителі. На його прохання в Покровський монастир був переведений з Святогорського Успенського монастиря монах Серафим Шевцов, який відрізнявся високою добродійним життям. Пізніше владика Антоній присвятив його в сан ієродиякона і ієромонаха.
У 1918 році владика Антоній затверджений митрополитом Київським і Галицьким з призначенням його священноархімандритом Києво-Печерської Лаври. Помер на 79-му році життя і похований в місті Сремських Карловцях.
У 1917 році припиняються хресні ходи з Озерянської іконою Божої Матері. У 1919 році з відходом військ Добровольчої армії генерала Денікіна залишає монастир архімандрит Рафаїл. Намісником монастиря стає ієромонах Паладій. У 1922 році він постригає в чернецтво Павла Кратірова — майбутнього священномученика. 19 лютого цього ж року в монастирській церкві Всіх скорботних радосте (нині цей храм не зберігся) відбулася хіротонія Павла Кратірова в єпископа Старобільського, вікарія Харківської єпархії.
У 1922 році в Харкові відбувся суд над намісником Покровського монастиря ігуменом Палладієм. Його засудили до 1 року суспільно-примусових робіт. Вина ігумена Палладія полягала в тому, що в Покровському монастирі не виявилося дореволюційної опису. Але монастирське майно ніхто за описом не здавав і не приймав, тому що з білою армією Харків покинув колишній намісник обителі, а новий намісник став виконувати свої обов'язки і слухняності з 1920 року.
Влада всіма силами намагалися закрити монастир. Для цього вони користувалися послугами новоявленої обновленческой «Живий церкви» — збіговиська шарлатанів і аферистів. Постановою Харківського губвиконкому було прийнято рішення закрити Харківський Свято-Покровський монастир — втім, як і всі інші монастирі єпархії. У відповідь на цю постанову братія монастиря відмовилася добровільно покинути свою обитель і подала до комісії по відділенню Церкви від держави прохання «про заснування релігійної громади». Історія зберегла для нас імена тих, хто підписався: Натанаїл, архієпископ Харківський і Охтирський, настоятель ієромонах Паладій, скарбник ігумен Євстафій, духівник ієромонах Юстин, економ ієромонах Нифонт, благочинний ієромонах Орест, ієромонах Варсонофій, ієром. Митрофан, ієром. Серафим (Шевцов), ієром. Мардарий, ієром. Серафим (Христоєв), ієром. Геннадій, ієром. Аркалдій, ієром. Климент, ієром. Елпідофор, іерод. Філарет, ієром. Ігнатій, іерод. Тріфілій, іерод. Мелетій, іерод. Алексій, іерод. Йосип, іерод. Рафаїл, іерод. Самуїл, монах Воніфатій, монах Тихон, монах Амвросій, монах Василь, монах Стефан …
Але все ж 30 вересня 1922 року рішенням більшовицької влади Харківський Покровський чоловічий монастир був закритий з видворенням братії в провінційні монастирі, які вони побажають обрати для свого місця проживання. В цей же час разом з братією монастиря покинув і ієромонах Серафим (Шевцов).
27 листопада 1922 року «Жива Церква» клопоче про передачу їм колишнього Покровського монастиря. З 1922 року монастирські приміщення були зайняті різними організаціями. В цьому ж році в Харківський історичний музей, розташований на території Покровського монастиря, з розореного монастиря в Лубнах були перевезені мощі святителя Афанасія Царгородського Лубенського чудотворця, де вони і перебували до1948 року.
Частина, що залишилася братія служила в незакритих храмах Харкова і губернії.
У 30-ті роки припадають Озерянська ікона Божої Матері. Існує кілька версій її зникнення. За однією з них ікона спалена безбожниками на території храму Трьох Святителів (Гольберевская церква), за іншою — ікона вивезена за кордон.

В 1941году розпочалася Велика Вітчизняна війна — 24 жовтня до Харкова увійшла німецька армія. Слід зазначити, що звірства «наших» більшовиків в цей період були настільки жорстокі, що німецькі солдати представлялися городянам гідними зустрічі хлібом-сіллю.
Однак прийшли на нашу землю окупанти ще з більшою ненавистю поставилися до наших святинь, ніж більшовики. Фашисти розстрілювали і вішали не тільки комуністів, але і будь-якого підозрюваного. В архівних документах, представлених в церковно-історичному музеї Харківської єпархії, містяться відомості про злодіяння гітлерівців по відношенню до віруючих: священиків брали з вулиці і змушували виконувати принизливі для сану роботи, в рясі і з хрестом крокувати під конвоєм на вулиці, виганяли з квартир і грабували, вривалися в храми, блюзнірство ображали святині. Одного священика німці заарештували, знущалися і глумилися, зрадивши його суду звинуватили в партизанство. Віруючих насильно забирали в святкові дні на роботи, припиняли богослужіння, виводячи, що моляться з храму і погрожуючи їм арештами і розстрілами.
У 1945 році на Харківську кафедру був призначений архієпископ Стефан (Проценко). Однією з нагальних заходів було виправлення недоліків духовного життя попереднього періоду. Відкриття раніше закритих парафій і храмів, рукоположення гідних кандидатів в священицький сан. Архієпископу Стефану в цей період довелося зіткнутися з чималими труднощами.
Після війни змінилося кілька потеплішали ставлення держави до Церкви. З різних причин влада відмовляла в реєстрації і відкриття церков як в Харкові, так і інших містах і селах єпархії.
У 1944 році у Церкві Будівля Архієрейського будинку було відібрано і передано в користування Харківському історичному музею.
У 1945 році у Церкві остаточно був відібраний один з найстаріших храмів Харкова — монастирський Покровський собор. Єпархіальне управління продовжувало перебувати на території монастиря в колишньому корпусі намісника, яке він ділив з військкоматом Дзержинського району м. Харкова. Поступово вся територія Покровського монастиря стала являти собою музейне містечко.
В середині травня 1948 років Харків відвідав Патріарх Московський і Всієї Русі Алексій І.
Під час свого візиту Патріарх вирішив питання про шанування в лику місцевошанованих святих архієпископа Харківського і Охтирського Мелетія (Леонтовича) і ще до відвідування Харкова благословив владиці Стефану перенести мощі святителя Мелетія в Свято-Благовіщенський собор. У цьому ж році з ініціативи архієпископа Стефана (Проценко) були перенесені в Благовіщенський кафедральний собор мощі святителя Афанасія Царгородського. 16-17 жовтня 1949 року був урочисто (наскільки це було можливо) відсвятковано 150-річчя Харківської єпархії.
Помер митрополит Стефан в 1960 році. Похований на Харківському міському цвинтарі на Лисій горі.
У 1958 році Українська реставраційна організація Будмонумент приступила до ремонтних робіт міського пам'ятника архітектури — Покровського собору.
Було відновлено дахи, забиті вивали в кладці, закладені тимчасовими кладками і щитами віконні та дверні прорізи. Далі робота по відновленню Покровського храму проходила переважно «на папері».
У 1967 році проект реставрації, виконаний архітектором В.Б Петічінскім, був розглянутий і затверджений Радою Держбуду УРСР. Роботи з реставрації собору і дзвіниці були відновлені. Але незабаром знову законсервовані, а історико-архівні і натурні дослідження по храму продовжили мистецтвознавець М. Г. Дегтярьов і архітектор В. І. Корнєєва.
З 1967 року по 1970 єпархією керував єпископ Леонтій (Гудімов). При його управлінні влада перенесла єпархіальне управління з території монастиря в нову будівлю по вулиці Мінській.
З приходом на кафедру митрополита Никодима (Руснака) (архієпископа Харківського і Богодухівського з грудня 1970 року по 1983 рік; митрополита Харківського і Богодухівського з вересня 1989 року) відносини між Церквою та місцевою владою, завдяки посиленим працям владики, стали трохи тепліше.
У 1978 році стараннями і турботами пріснопам'ятного митрополита Харківського і Богодухівського Никодима святитель Мелетій був канонізований і його ім'я внесено у всеросійські святці.
Народився митрополит Никодим 18 квітня 1921 на Буковині в бідній селянській родині. У 1938 році вступив послушником у Свято-Іоанно-Богословський чоловічий монастир. 4 січня 1945 року прийняв чернечий постриг з ім'ям Никодим. 29 квітня 1945 висвячений у сан ієродиякона, а 23 лютого 1946 року — в сан ієромонаха. З 1950 по 1955 рік був настоятелем Свято-Іоанно-Богословського монастиря. Богословські студії відбув у Московській семінарії і академії, яку закінчив зі ступенем кандидата богослов'я. 10 серпня 1961 був хіротонізований на єпископа Костромського. З 1 грудня 1970 року призначений на Харківську кафедру.
Молитвами і турботами владики Никодима Свято-Покровський чоловічий монастир м Харкова було повернуто Церкві. У 1990 році Церкви був переданий Покровський храм.
Першим намісником після відкриття монастиря став архімандрит Віталій (Жуков).
30 вересня 1990 року його було вчинено перший чернечий постриг у знову відкрилася обителі. Був пострижений в мантію монах Никодим Силка (нині архімандрит).
14 жовтня 1990 року, вперше за довгі 68 років забуття урочисто було відзначено престольне свято святої обителі — Покрова Пресвятої Богородиці.
На території монастиря в приміщенні Єпархіального управління 27-28 травня 1992 року відбувся історичний Харківський архієрейський собор під головуванням митрополита Никодима, який в своєму «Історичному спогаді» писав: "На нашу долю випала священний жереб затвердити відданість Вселенському Православ'ю, зрошення кров'ю мучеників і сповідників 2000 -річного подвигу віри дідів і прадідів ". Зберігши канонічний шлях єдності і чистоти Святої Церкви, Собор обрав її Предстоятелем Митрополита Київського і всієї України Володимира (Сабодана).
Як і в далекому 1918 році за митрополита Антонія Храповицького, Харків знову став оплотом канонічності православ'я в Україні.
У 1997 році Харківський історичний музей звільнив перше приміщення Архієрейського будинку, переїхавши в приміщення колишнього готелю Покровського монастиря по вул. Університетській. Остаточно останнім будівлю Історичний музей звільнив у 2003 році.

## Радянська доба
У 1922 році монастир був закритий, багато ченців прийняли мученицький вінець, постраждавши за Христа, їх останки були знайдені в червні 2000 року при очищенні фундаменту і зараз благоговійно зберігаються в спеціальному ковчезі у вівтарі Озерянського храму. Монастирське майно було розграбоване, знищені унікальні цінності, бібліотека, зневажена усипальниця. У монастирських будівлях розмістився музей, міський архів, склади, а також військкомат Дзержинського району.
У 1950-х роках була проведена косметична реставрація Покровського собору, а в наступне десятиліття було розроблено проект реставрації храму в первинному вигляді, але почавшись реставрація не закінчилась, і храм простояв у лісах до перебудови.
15 січня 1990 року завдяки святительським трудам і молитвам Високопреосвященнішого Владики Никодима, владою було прийнято рішення про повернення монастирських споруд. 8 квітня 1990 року відбулося освячення і перша служба в Покровському храмі, а 14 жовтня того ж року вперше після довгих років забуття було урочисто відзначено престольне свято Покрова Пресвятої Богородиці.

## За доби незалежної України
27-28 травня 1992 року на території монастиря, в будівлі Єпархіального управління, відбувся неканонічний Харківський архієрейський собор під головуванням Владики Никодима, який обрав Предстоятелем УПЦ Митрополита Київського і всієї України Володимира (Сабодана).
9 жовтня 2000, в день святкування пам'яті апостола і євангеліста Івана Богослова, було освячено будівлю Духовної Семінарії її ректором Високопреосвященнішим Владикою Никодимом. У серпні 2001 року в дар монастирю Високопреосвященнішим Владикою Никодимом було передано безцінний духовний скарб — кіот зі святими мощами і камінням зі Святої Землі, серед яких Частина Животворящого Древа Господнього, Камені зі св. гори Голгофа, гори Синай, Гробу Господнього, гори Фавор, Гробу Божої Матері, камінь сорокаденний молитви, а також частки святих мощей: Святого Пророка і Предтечі Івана Хрестителя; Св. ап. Андрія Первозваного, Св. ап. Луки, Св. рівноапостольної Марії-Магдалини, Свт. Івана Золотоустого, Свт. Григорія Богослова, Свт. Василя Великого, Св. вмц. Варвари, Преп. Сергія Радонезького, Св. вмч. і цілителя Пантелеймона, Преп. Амвросія, Преп. Кукші, і багато інших, всього більше 50-ти.
На початок 2000-х рр. завершена реставрація Покровського Собору та Озерянської церкви, відновлено прибудови XIX століття. Перед Архієрейським будинком, службовцям резиденцією Митрополита Харківського і Богодухівського і будівлею Єпархіального управління, встановлені пам'ятні знаки 2000-річчя Різдва Христового та 200-річчю Харківської єпархії.

## ХХІ сторіччя[1]
Влітку 2000 року владика Никодим призначає намісником монастиря архімандрита Севастіана (Щербакова). Хоча архімандрит Севастіан разом з братією і почав активні відновлювальні роботи в обителі, проте по тому, що сталося непорозуміння, своєю гордості і неслухняності 19 вересня 2003 року його покидає монастир разом з братією. Намісником монастиря призначається Онуфрій (Легкий), вікарій Харківської єпархії, архієпископ Ізюмський.
Владика-намісник активно допомагає священноархімандриту Никодиму відновлювати обитель. Його працями і турботами був відреставрований Озерянський храм (зсередини і зовні), в храмі були настелити мармурові підлоги. До цього дня інтенсивно ведеться реставрація Покровського храму. Поступово перетворюється і Хрестовоздвиженський храм: настеляються мармурові підлоги, оновлюється іконостас.
Облаштовується територія монастиря, реконструюються господарські будівлі, ремонтується житловий братський корпус, ушляхетнюється монастирський двір, яскравою перлиною якого є пам'ятник 2000-літтю Різдва Христового, зведений за задумом Високопреосвященнішого митрополита Никодима.
У Озерянському храмі знаходиться безцінний скарб — дар владики Никодима — кіот зі святими мощами та камінням зі Святої Землі, серед яких частина животворящого древа Хреста Господнього та інші. Всього — більше 50-ти святинь.
У 2004 році стараннями  священноархимандрита Покровського монастиря митрополита Никодима і працями намісника архієпископа Онуфрія в дар обителі був переданий точний список чудотворної ікони Божої Матері «Всецариця», писаний на святій горі Афон.
У серпні 2004 року був відроджений Церковно-історичний музей, який був освячений митрополитом Никодимом — його головним організатором і жертводавців.
Турботами намісника в квітні 2008 року починає своє існування монастирська духовно-просвітницька газета «Покровський вісник».
31 грудня 2008 року було відновлено традиція служб в новорічну ніч, встановлена в далекому 1903 році преосвященним Флавіаном, архієпископом Харківським і Охтирським.
У 2010 році був відновлений точний список Озерянської ікони Божої Матері, який був встановлений в Хрестовоздвиженському храмі у солеи (можливо, на тому ж місці, де історично ікона перебувала до будівництва Озерянського храму).
8-9 травня 2011 року з нагоди 90-річчя від дня народження та 50-річчя його архієрейської хіротонії Свято-Покровський монастир відвідав Кирило, Патріарх Московський і всієї Русі. Святіший високо оцінив праці митрополита Никодима і його невтомного помічника Архієпископа Онуфрія.
15 вересня 2011 року наша свята  обитель зазнала непоправної втрати. На 90-му році життя, причастившись святих Христових Таїн, відійшов до Господа наш владика і батько Високопреосвященніший митрополит Никодим. Його відспівування, яке очолив Ювеналій, митрополит Крутицький і Коломенський, проходило в кафедральному Благовіщенському соборі. Братія сподівається, що втративши молитовника на землі, вона придбала заступника на небесах перед престолом Христа Бога нашого.
8 травня 2012 року керуючим Харківської єпархії та священноархімандритом Покровського монастиря Св. Синод УПЦ стверджує архієпископа Онуфрія (Легкого).
Першим знаменною подією, що відзначив початок архієрейського правління знову затвердженого архіпастиря, стало святкування 20 річниці Харківського Архієрейського Собору 1992 року.

## Настоятелі монастиря
Настоятелями монастиря були:
- Єпіфаній (Тихорський) — єпископ Бєлгородський. Засновник монастирю (1726 рік).

- 1726—1728 Платон (Павло Малиновський) — перший настоятель Покровського монастиря, та перший ректор Харківського колегіуму. Пізніше архієпископ Крутицький, потім Московський.
- 1728—1733 Валаам (Тищинський)– другий настоятель Покровського монастиря. Ректор Харківського колегіуму. З 1729 настоятель Курязького монастирю.
- 1731—1739 Митрофан Слотвинський — настоятель Покровського монастиря. Пізніше архієпископ Тверський.
- Афанасій (Топольський) — настоятель Покровського монастиря. Архімандрит. Ректор Харківського колегіуму. Перший посвячений на архімандрита Покровського монастиря.
- 1744—1753 Гедеон (Антоновський) — настоятель Покровського монастиря. Архімандрит. Ректор Харківського колегіуму.
- 1753 — Рафаїл (Мокренський) — настоятель Покровського монастиря. Архімандрит. Ректор Харківського колегіуму. Пізніше архімандрит Святогірського монастирю
- Костянтин (Бродський)
- 1763—1770 Іов (Базилевич) — настоятель Покровського монастиря. Архімандрит. Ректор Харківського колегіуму. З 1770 року єпископ Переяславський.
- 1779—1798 Василь (Базилевич) — настоятель Покровського монастиря. Архімандрит. Ректор Харківського колегіуму. За його настоятельства монастир переведений до другого класу.
- 1990—2000 Віталій (Жуков) — настоятель Покровського монастиря. Архімандрит.[1]
- 2000—2003 Севастіан (Щербаков) — настоятель Покровського монастиря. Архімандрит.[1]
- 2003 митрополит Онуфрій (Легкий) — настоятель Покровського монастиря.[1]